# Vini Rosa
Vinícius Rosa, também conhecido por Vini Rosa, é um guitarrista e produtor musical brasileiro.

## Carreira
Vini iniciou sua carreira como integrante da banda de Flavio Venturini. Ao longo de sua trajetória, participou de shows e gravações com vários artistas, entre os quais Ana Carolina, Claudinho e Buchecha, Jorge Vercillo, Sandy & Júnior, Frejat, Teresa Cristina, Lobão, Fábio Júnior, Sandra de Sá, Marjorie Estiano, e Jay Vaquer (sendo responsável pela direção musical do DVD “Alive in Brazil”).
Ele já fez trilhas sonoras para as novelas globais "Malhação", "Caminho das Índias" e "Duas Caras".
Em 2001, Vini tocou, junto à Orquestra Sinfônica Brasileira (OSB) no show de abertura do Rock in Rio 3
Em 2004, ele participou do evento de encerramento da passagem da tocha olímpica pelo Rio de Janeiro. Na ocasião, dividiu o palco com cerca de 30 artistas renomados, entre eles Ivete Sangalo, Alcione, Elba Ramalho, Samuel Rosa, Paula Toller e Jorge Benjor.
Em 2009, ele foi convidado pela Rede Globo para integrar a banda base que acompanhou cerca de 20 cantoras que participaram da gravação do programa “Elas Cantam Roberto Carlos”, comemorativo aos 50 anos de carreira do cantor e compositor Roberto Carlos, que deu origem a um DVD e CD.

## Discografia

### Solo
- 2012 - S.H.E. – (CD, Independente)

### ComClaudinho e Buchecha
- 1997 - A Forma

### ComZélia Duncan
- 1998 - Acesso - Guitarras[3]

### ComSandy & Júnior
- 2002 - Ao Vivo no Maracanã - Guitarras e violões

### ComAna Carolina
- 2003 - Estampado - Guitarras
- 2008 - Dois Quartos - Guitarras

### ComJay Vaquer
- 2007 - Formidável Mundo Cão - Guitarras
- 2009 - aLive in BraZil (CD e DVD) - direção musical e guitarras

### ComTiago Iorc
- 2008 - Let Yourself In[4]

### ComEd Motta
- 2013 - AOR[5]

### Produção Musical
- 2012 - The Voice Brasil
- 2013 - The Voice Brasil
- 2014 - The Voice Brasil / Superstar
- 2015 - The Voice Brasil / Superstar
- 2016 - The Voice Brasil / The Voice Kids
- 2017 - The Voice Brasil / The Voice Kids / Popstar
- 2018 - The Voice Brasil